# Hyptiotes puebla
Hyptiotes puebla là một loài nhện trong họ Uloboridae.
Loài này thuộc chi Hyptiotes. Hyptiotes puebla được miêu tả năm 1964 bởi Muma & Willis J. Gertsch.